# Luis Arce Catacora
Luis Alberto Arce Catacora (La Paz, 28 de setembre de 1963) és un economista, catedràtic d'universitat i polític bolivià, actual President de Bolívia. Va ser ministre d'Economia i Finances de Bolívia en dos períodes: la primera vegada des del 23 de gener de 2006 fins al 24 de juny de 2017 i la segona vegada des del 23 de gener de 2019 fins al 10 de novembre de 2019, durant el primer, segon i tercer govern del president Evo Morales. Luis Arce va ser reconegut internacionalment com el principal impulsor i artífex del creixement econòmic de Bolívia promogut entre 2006 i 2019.
El gener de 2020, després del cop d'estat que va obligar a exiliar-se al president Evo Morales, va ser escollit candidat presidencial per a les eleccions generals del mateix any pel Movimento al Socialismo, en tàndem amb l'ex-canceller David Choquehuanca com a candidat a vicepresident. Va guanyar les eleccions amb el 55% dels sufragis.

## Biografia
Luis Arce Catacora va néixer el 28 de setembre de 1963 a la ciutat de La Paz. Va començar els seus estudis escolars el 1968, acabant el batxillerat l'any 1980 a la seva ciutat natal. Va continuar amb els estudis superiors ingressant a l'Institut d'Educació Bancària, graduant-se inicialment com a comptable l'any 1984.
El 1986, va ingressar a la Facultat d'Economia de la Universitat Mayor de San Andrés, titulant-se com a economista l'any 1991. Entre 1996 i 1997, Luis Arce va obtenir un Màster en Ciències Econòmiques de la Universitat de Warwick de la ciutat britànica de Coventry.
És doctor honoris causa de la Universidad de los Andes i de la Universitat Privada Franz Tamayo.
El 1987, va començar a treballar al Banc Central de Bolívia on va realitzar la seva carrera professional. Va ser el responsable del programa de desenvolupament de finançament extern d'Evo Morales. El 2006, va ser nomenat ministre d'Hisenda al primer govern de Morales i tres anys després, el 2009, va assumir el Ministeri d'Economia i Finances Públiques. Alguns mitjans com The Wall Street Journal el consideren l'artífex del ressorgiment econòmic de Bolívia.
Ha estat professor, catedràtic de grau i postgrau en diferents universitats públiques i privades de Bolívia, com la Universitat Mayor de San Andrés, la Universitat Catòlica Boliviana, la Universitat Privada Boliviana, la Universitat del Valle, la Universitat Privada Franz Tamayo, la Universitat Loyola, entre d'altres. També ha fet nombroses conferències en universitats d'Europa, Amèrica del Nord i Amèrica Llatina, incloses la Universitat de Colúmbia, la Universitat de Georgetown, la Universitat Americana, la Universitat de Pittsburgh, la Universitat Harvard, la Universitat de Chicago i la Universitat de Buenos Aires.
El 2011, la revista América Economia el va situar en el desè lloc entre els ministres d'economia de la regió, el 2012 va ascendir al número vuit i el 2013 es va mantenir entre els vuit millors.

## Ministre d'Economia de Bolívia (2006-2019)
Luis Arce, com a ministre d'Economia de Bolívia, va ser reconegut tant a nivell nacional i internacional com el principal artífex del creixement econòmic aconseguit per Bolívia en el període 2006-2019, durant el qual el producte interior brut (PIB) de Bolívia va créixer en un 343%, de 9.573 milions de dòlars a 42.401 milions de dòlars en poc més d'una dècada, aconseguint que l'economia de Bolívia es quadrupliqués segons les dades d'entitats internacionals com el Banc Mundial, el Fons Monetari Internacional i la Comissió Econòmica per a Amèrica Llatina i el Carib (CEPAL). Entre les principals mesures preses per Luis Arce es troben l'incentiu al mercat intern, l'estabilitat del tipus de canvi i les polítiques d'industrialització de recursos naturals, tot englobat en un model de desenvolupament social comunitari productiu. Bolívia va poder reduir el seu nivell de població en situació de pobresa d'un 38,2% al 15,2%, segons informes del Programa de les Nacions Unides per al Desenvolupament i la CEPAL. El 2018, Bolívia va registrar un 1,51% d'inflació, la més baixa des de la gestió de 2009.

## Candidat presidencial
El 19 de gener de 2020 va ser triat candidat presidencial per a les eleccions generals de 2020 pel Movimento al Socialismo, en tàndem amb David Choquehuanca com a candidat a vicepresident.

## Publicacions
- Incertidumbre y Dolarización en Bolivia[20]
- ¿Es adecuado el mecanismo del bolsín?
- Breve evaluación del régimen cambiario boliviano
- Contribución al debate sobre la dolarización: la demanda por dinero en Bolivia
- Liberación Financiera y concentración en el sistema bancario